# Fischbeck
Fischbeck là một đô thị thuộc huyện Stendal, bang Sachsen-Anhalt, Đức. Đô thị Fischbeck có diện tích 20,66 km², dân số thời điểm ngày 31 tháng 12 năm 2006 là 672 người.